# Jill Craybas
Jill Craybas (Providence, 4 juli 1974) is een voormalig proftennisspeelster uit de Verenigde Staten van Amerika.

## Loopbaan
Craybas werd prof in 1996 en kreeg in dat jaar een wildcard voor het US Open. In 1997 speelde zij niet, maar in 1998 speelde zij haar eerste seizoen in de WTA-tour. 2001 was het eerste jaar dat zij met een top 100-positie afsloot.
In haar carrière wist Craybas één WTA-toernooi op haar naam te schrijven: het Japan Open in 2002. Haar beste resultaat op een grandslamtoernooi is het bereiken van de vierde ronde op Wimbledon in 2005. Zij verloor toen van landgenote Venus Williams.
In het vrouwendubbelspel won Craybas vijf titels. In 2004 bereikte zij met de Duitse Marlene Weingärtner de kwartfinale op Roland Garros.
In het gemengd dubbelspel bereikte Craybas de halve finale op het US Open 2008, met landgenoot Eric Butorac aan haar zijde.
In de periode 2004–2009 maakte Craybas deel uit van het Amerikaanse Fed Cup-team – zij vergaarde daar een winst/verlies-balans van 3–5.

## Posities op deWTA-ranglijst
Positie per einde seizoen:
| jaar | rang enkelspel | rang dubbelspel |
| ---- | -------------- | --------------- |
| 1992 | 717            | –               |
|      |                |                 |
| 1998 | 151            | –               |
| 1999 | 175            | 683             |
| 2000 | 150            | 389             |
| 2001 | 93             | 215             |
| 2002 | 57             | 682             |
| 2003 | 98             | 84              |
| 2004 | 59             | 57              |
| 2005 | 47             | 115             |
| 2006 | 73             | 67              |
| 2007 | 81             | 74              |
| 2008 | 66             | 45              |
| 2009 | 77             | 91              |
| 2010 | 98             | 67              |
| 2011 | 147            | 127             |
| 2012 | 188            | 83              |

## Palmares
| Legenda                | Legenda                  |
| ---------------------- | ------------------------ |
| Grandslamtoernooi      |                          |
| Olympische Spelen      |                          |
| Year-End Championships |                          |
| tot 2009               | 2009 – 2020 / vanaf 2021 |
| Tier I                 | Premier Mandatory        |
| Tier II                | Premier Five / WTA 1000  |
| Tier III               | Premier / WTA 500        |
| Tier IV & V            | International / WTA 250  |
|                        | Challenger / WTA 125     |

### WTA-finaleplaatsen enkelspel
| nr.              | finale     | toernooi          | ondergrond | tegenstandster      | score         |         |
| ---------------- | ---------- | ----------------- | ---------- | ------------------- | ------------- | ------- |
| gewonnen finales |            |                   |            |                     |               |         |
| 1.               | 2002-10-06 | WTA Japan (Tokio) | hardcourt  | Silvija Talaja      | 2-6, 6-4, 6-4 | details |
| verloren finales |            |                   |            |                     |               |         |
| 1.               | 2008-02-10 | WTA Pattaya       | hardcourt  | Agnieszka Radwańska | 2-6, 6-1, 6-7 | details |

### WTA-finaleplaatsen vrouwendubbelspel
| nr.              | finale     | toernooi          | ondergrond    | partner             | tegenstandsters                          | score            |         |
| ---------------- | ---------- | ----------------- | ------------- | ------------------- | ---------------------------------------- | ---------------- | ------- |
| gewonnen finales |            |                   |               |                     |                                          |                  |         |
| 1.               | 2003-05-24 | WTA Madrid        | gravel        | Liezel Huber        | Rita Grande Angelique Widjaja            | 6-4, 7-6         | details |
| 2.               | 2004-08-22 | WTA Cincinnati    | hardcourt     | Marlene Weingärtner | Emmanuelle Gagliardi Anna-Lena Grönefeld | 7-5, 7-6         | details |
| 3.               | 2008-05-24 | WTA Istanbul      | gravel        | Volha Havartsova    | Marina Erakovic Polona Hercog            | 6-1, 6-2         | details |
| 4.               | 2008-10-05 | WTA Japan (Tokio) | hardcourt     | Marina Erakovic     | Ayumi Morita Aiko Nakamura               | 4-6, 7-5, [10-6] | details |
| 5.               | 2012-06-17 | WTA Bad Gastein   | gravel        | Julia Görges        | Anna-Lena Grönefeld Petra Martić         | 6-7, 6-4, 11-9   | details |
| verloren finales |            |                   |               |                     |                                          |                  |         |
| 1.               | 2004-10-31 | WTA Luxemburg     | hardcourt (i) | Marlene Weingärtner | Virginia Ruano Pascual Paola Suárez      | 1-6, 7-6, 3-6    | details |
| 2.               | 2005-10-02 | WTA Seoel         | hardcourt     | Natalie Grandin     | Chan Yung-jan Chuang Chia-jung           | 2-6, 4-6         | details |
| 3.               | 2006-01-13 | WTA Hobart        | hardcourt     | Jelena Kostanić     | Émilie Loit Nicole Pratt                 | 2-6, 1-6         | details |
| 4.               | 2006-06-18 | WTA Birmingham    | gras          | Liezel Huber        | Jelena Janković Li Na                    | 2-6, 4-6         | details |
| 5.               | 2006-11-05 | WTA Québec        | tapijt (i)    | Alina Zjidkova      | Laura Granville Carly Gullickson         | 3-6, 4-6         | details |
| 6.               | 2007-09-16 | WTA Bali          | hardcourt     | Natalie Grandin     | Ji Chunmei Sun Shengnan                  | 3-6, 2-6         | details |
| 7.               | 2008-05-04 | WTA Praag         | gravel        | Michaëlla Krajicek  | Andrea Hlaváčková Lucie Hradecká         | 6-1, 3-6, [6-10] | details |
| 8.               | 2008-11-02 | WTA Québec        | tapijt (i)    | Tamarine Tanasugarn | Anna-Lena Grönefeld Vania King           | 6-7, 4-6         | details |
| 9.               | 2010-07-18 | WTA Palermo       | gravel        | Julia Görges        | Alberta Brianti Sara Errani              | 4-6, 1-6         | details |

## Resultaten grandslamtoernooien
| Legenda | Legenda                          |
| ------- | -------------------------------- |
| g.t.    | geen toernooi gehouden           |
| l.c.    | lagere categorie                 |
| –       | niet deelgenomen                 |
| G       | uitgeschakeld in de groepsfase   |
| 1R      | uitgeschakeld in de eerste ronde |
| 2R      | uitgeschakeld in de tweede ronde |
| 3R      | uitgeschakeld in de derde ronde  |
| 4R      | uitgeschakeld in de vierde ronde |
| KF      | uitgeschakeld in de kwartfinale  |
| HF      | uitgeschakeld in de halve finale |
| F       | de finale verloren               |
| W       | het toernooi gewonnen            |
| w-v     | winst/verlies-balans             |

### Enkelspel
| Toernooi        | 1996 | 1997 | 1998 | 1999 | 2000 | 2001 | 2002 | 2003 | 2004 | 2005 | 2006 | 2007 | 2008 | 2009 | 2010 | 2011 |
| --------------- | ---- | ---- | ---- | ---- | ---- | ---- | ---- | ---- | ---- | ---- | ---- | ---- | ---- | ---- | ---- | ---- |
| Australian Open | –    | –    | –    | 1R   | –    | 1R   | 2R   | 1R   | 3R   | 1R   | 1R   | 1R   | 2R   | 1R   | 1R   | 1R   |
| Roland Garros   | –    | –    | –    | –    | –    | 2R   | 1R   | 1R   | 1R   | 1R   | 1R   | 2R   | 1R   | 2R   | 2R   | 2R   |
| Wimbledon       | –    | –    | –    | –    | –    | 1R   | 2R   | 1R   | 2R   | 4R   | 1R   | 1R   | 1R   | 2R   | 1R   | 1R   |
| US Open         | 1R   | –    | 1R   | 1R   | 1R   | 1R   | 1R   | 1R   | 2R   | 2R   | 2R   | 1R   | 1R   | 2R   | 1R   | 1R   |

### Vrouwendubbelspel
| Toernooi        | 1998 |    | 2003 | 2004 | 2005 | 2006 | 2007 | 2008 | 2009 | 2010 | 2011 | 2012 | 2013 |
| --------------- | ---- | -- | ---- | ---- | ---- | ---- | ---- | ---- | ---- | ---- | ---- | ---- | ---- |
| Australian Open | –    | –  | 1R   | 1R   | 2R   | 2R   | 1R   | 1R   | 1R   | 2R   | 2R   | 2R   |      |
| Roland Garros   | –    | –  | KF   | 1R   | 1R   | 1R   | 1R   | 2R   | 1R   | 1R   | –    |      |      |
| Wimbledon       | –    | 2R | 1R   | 1R   | 1R   | 3R   | 1R   | 1R   | 1R   | 1R   | 1R   |      |      |
| US Open         | 1R   | 1R | 2R   | 2R   | 2R   | 1R   | 1R   | 1R   | 1R   | –    | 2R   |      |      |

### Gemengd dubbelspel
| toernooi        | 2005 | 2006 | 2007 | 2008 | 2009 | 2010 |
| --------------- | ---- | ---- | ---- | ---- | ---- | ---- |
| Australian Open | –    | –    | –    | –    | –    | –    |
| Roland Garros   | –    | –    | –    | –    | –    | –    |
| Wimbledon       | –    | 2R   | –    | 2R   | 1R   | –    |
| US Open         | 1R   | 1R   | 1R   | HF   | 2R   | 1R   |